# 蔣良騏
蔣良騏（1723年—1788年），字千之，號贏川，广西全州昇鄉石岡人，遷居才灣，清朝政治人物，進士出身。
祖父蔣肇是康熙四十二年（1703年）進士，父蔣林是康熙五十四年（1715年）進士，曾任过长芦盐运使，良騏是其次子。蔣良騏早年師從陈黄中。乾隆十六年（1751年）中辛未科進士，歷任翰林院編修、國史館編纂。乾隆三十年（1765年）十月重開國史館於東華門內，任纂修官，開始抄寫《東華錄》。官至通政使。生前兩袖清風，死後四十多年葬於才灣鎮紗帽嶺，由临桂女婿蔣錫璃捐葬。

## 著作
著有《東華錄》，此外还著有《下学录》、《京门草》、《伤神杂咏》、《釜纪游》等。